# Grande Pakri
Grande Pakri, en estonien Suur-Pakri, est une île d'Estonie située dans le golfe de Finlande, à l'ouest de Tallinn. Malgré son nom, elle est la deuxième en superficie des îles Pakri avec ses 11,6 km2. L'île fait partie de la commune de Paldiski.

## Galerie

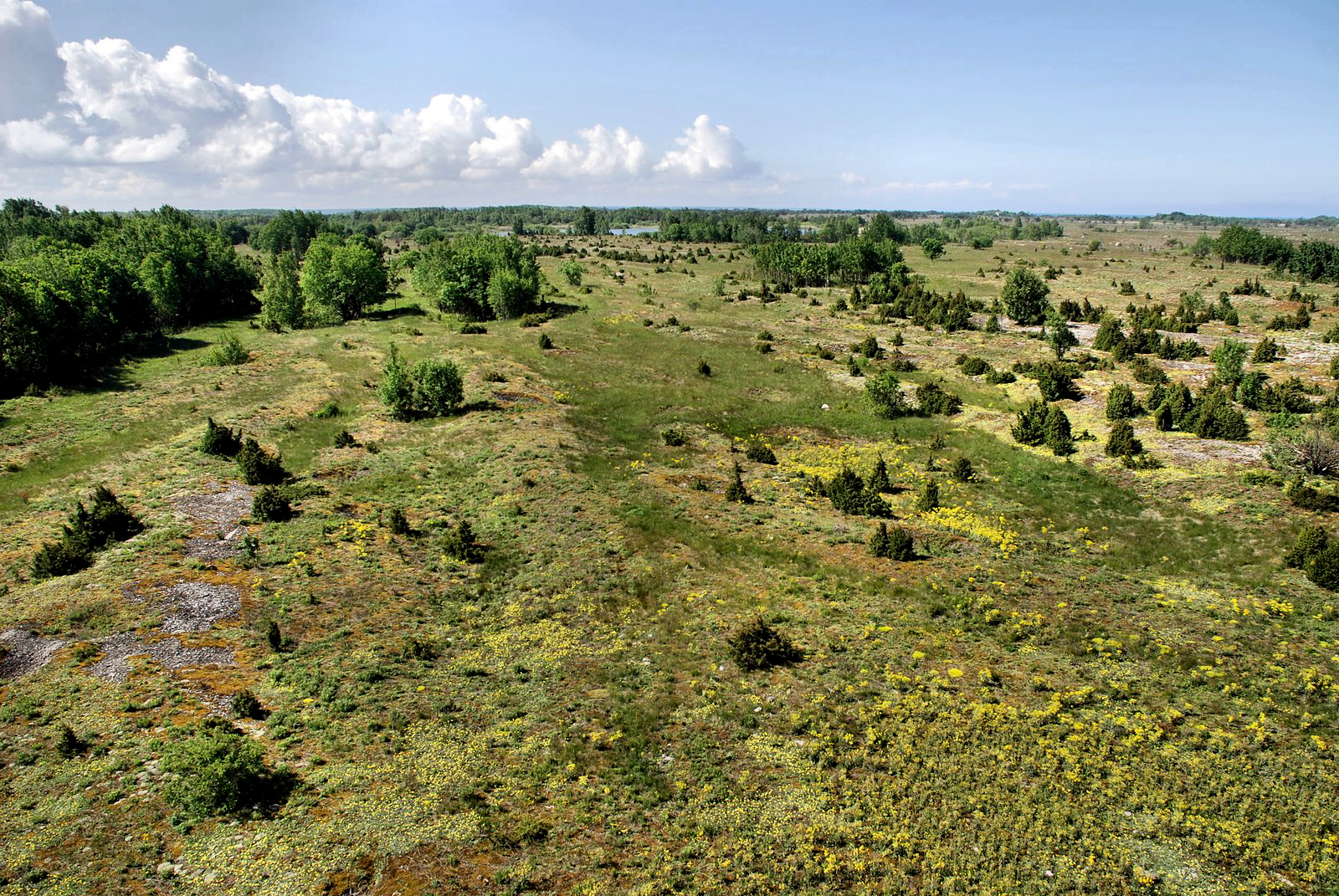
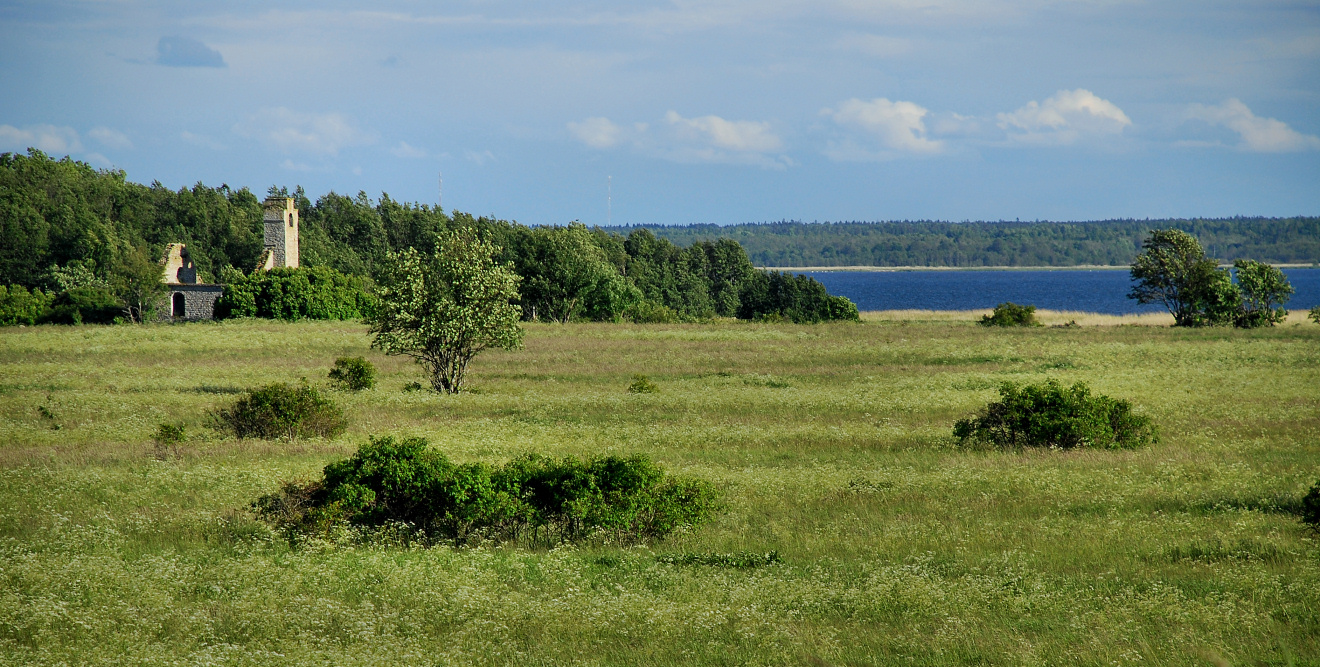
Église abandonnée sur Grande pakri.